# Moment de Munk
Dans le domaine de l'hydrodynamique et de la mécanique des fluides, l’effet « moment de Munk » explique le phénomène par lequel un objet allongé (par rapport à une forme sphérique), et même un corps de moindre traînée, tend à être déstabilisé par le fluide dans lequel il se propulse. 

Comme le paradoxe de D'Alembert, il n'apparait sous sa forme complète que théoriquement et dans un « fluide parfait » (parfaitement non-visqueux).
Dès qu'une coque ou un fuselage prend de l'incidence par rapport au flux, même avec un angle léger, le moment de Munk suscite une déviation angulaire de l'engin qui tend à quitter sa direction d'origine. De plus le mouvement correctif effectuer pour revenir au neutre (revenir à l'incidence nulle) tend à réorienter l'engin de l'autre côté de l'axe, favorisant un mouvement sinusoïdal (lacet) et d'éventuelles vibrations délétères dans la structure de l'engin. Dans notre environnement réel la viscosité du milieu et les microturbulences interfèrent de manière complexe avec les objets en modifiant cette force.
Les oiseaux et les poissons sont exposés aux forces exercées par le Moment de Munk ; ils ont développé divers moyens de le contrôler ou d'en modérer les effets, notamment chez les oiseaux par le contrôle réflexe des ailes et du plumage de la queue, et chez les poissons par le contrôle des nageoires qui permettent des micro-ajustements dès que la dérive se produit, en consommant donc aussi peu d'énergie que possible. Certains poissons anguilliformes utilisent en outre un mouvement natatoire sinusoïdal.

## Enjeux
Cet effet est une contrainte pour la stabilité ainsi que la manœuvrabilité de nombreux engins mobiles (aériens ou aquatiques). 
Il est particulièrement important dans le cas d’engins allongés devant se déplacer dans un fluide (ex : dirigeable dans l'air, canoë dans un courant turbulent ou cargo ou tanker exposé au vent et aux courants en mer ou lors de manœuvres dans un port ou chenal.

## Histoire
Ce phénomène a pour la première fois été formalisé et plus ou moins bien mis en équation par Michael Max Munk dans les années 1920-25 lorsqu'il étudiait l'aérodynamique des Zeppelins,. Voir à ce sujet l'article détaillé Théorie des corps élancés.
On cherche depuis à le mieux prendre en compte pour les calculs et l’amélioration des moyens de manœuvrabilité de tous les véhicules volants et plus encore de navires, sous-marins, torpille, gliders et ROV, etc. en raison du fait que l’eau est un fluide à plus grande viscosité que l’air). 
Sur les sous-marins, des ailerons et un gouvernail situés à l'arrière visent à compenser cet effet en décalant le centre aérodynamique vers l’arrière pour rendre l’objet passivement stable (ou dynamiquement stable si les ailerons et le gouvernail comportent des parties mobiles pilotées par un humain ou un pilote automatique). 

Ces ailerons sont cependant susceptibles de s’accrocher et rendent l’objet moins compact et s’ils stabilisent l’engin dans le sens de la marche, ils le déstabilisent quand ce dernier entame une marche arrière, ce pourquoi certains ingénieurs disposent aussi des ailerons à l’avant ou cherchent à compenser ce moment de Munk par d’autres moyens (robotique molle, forme plus compact de l’objet, etc.)

## Principes
Le moment de Munk fait partie des Moments aérodynamiques ; il est lié à la distribution des pressions et aux effets de viscosité à l’œuvre autour de l’objet en mouvement dans le fluide
Plus l’objet est allongé plus la formation de tourbillon derrière sa poupe influencera sa manœuvrabilité, en tendant à le stabiliser dans certaines conditions (marche avant assez rapide par exemple) et inversement en tendant à le déstabiliser dans d’autres conditions (par exemple en marche arrière ou marche lente avec courant de côté ou dans les turbulences). De même plus le centre de masse de l'objet est proche de son centre de la flottabilité, plus son instabilité augmente.
Cet effet est notamment en cause dans les mouvements de « tangage » et de « lacet » subis par un engin mobile évoluant dans un fluide.

## Moyens d'évitement
Un centre de gravité placé nettement sous le centre de flottabilité va stabiliser passivement l’objet contre le tangage et le roulis (stabilisationpendulaire) mais est sans effet sur les mouvements de « lacet ».